# Liste der Baudenkmäler in Oberhausen
Die Liste der Baudenkmäler in Oberhausen enthält die denkmalgeschützten Bauwerke auf dem Gebiet der Stadt Oberhausen in Nordrhein-Westfalen (Stand: 17. August 2025). Diese Baudenkmäler sind in der Denkmalliste der Stadt Oberhausen eingetragen; Grundlage für die Aufnahme ist das Denkmalschutzgesetz Nordrhein-Westfalen (DSchG NRW).

## Liste der Baudenkmäler in Oberhausen
| Bild                                                             | Bezeichnung                                                                 | Lage | Beschreibung | Bauzeit                                       | Eingetragen seit   | Denkmal- nummer |
| ---------------------------------------------------------------- | --------------------------------------------------------------------------- | --- | --- | --------------------------------------------- | ------------------ | --------------- |
| weitere Bilder                                                   | Bert-Brecht-Haus                                                            | Alt-Oberhausen Langemarkstraße 19, 21 Paul-Reusch-Straße 34, 36 Karte | 1. Hochhaus der Stadt; engerer Architekturwettbewerb Juli 1924 durch den Zeitungsverlag „Ruhrwacht“; 1. Preis an den Entwurf des Kölner Architekten Otto Scheib; Von April 1925 bis Dezember 1926 wurden die beiden Flügelbauten („Ruhrwachthaus“) als Wohn- und Geschäftshäuser mit Druckerei und Redaktion errichtet. Statt des geplanten Bürohochhauses wurde von August 1927 bis Oktober 1928 das siebengeschossige Warenhaus der Leonhard Tietz AG errichtet, die nach 1933 als Kaufhof AG „arisiert“ wurde. 1982 erfolgte ein Umbau durch die Stadt, heute wird es als Verwaltungsgebäude mit Volkshochschule und Stadtbibliothek genutzt. | 1925–1928                                     | 13. März 1985      | 1               |
| weitere Bilder                                                   | ehemalige Zinkfabrik Altenberg                                              | Hansastraße 18 Karte | Die ehemaligen Fabrikgebäude beherbergen heute das kulturelle Zentrum „Altenberg“ und das LVR-Industriemuseum Oberhausen (Rheinisches Industriemuseum). | ab 1900                                       | 13. März 1985      | 2               |
| Verwaltungsgebäude                                               | Verwaltungsgebäude                                                          | Danziger Straße 11 Karte | ehemaliges Arbeitsamt | 1929                                          | 13. März 1985      | 3               |
| weitere Bilder                                                   | Villa Concordia / Meuthenvilla                                              | Grillostraße 34 Karte | | 1897                                          | 13. März 1985      | 4               |
| Siedlung Gustavstraße                                            | Siedlung Gustavstraße                                                       | Gustavstraße 102–118, 113–117 Karte | | 1892                                          | 13. März 1985      | 5               |
| weitere Bilder                                                   | Wasserturm Oberhausen                                                       | Mülheimer Straße 1 Karte | | 1897                                          | 13. März 1985      | 6               |
| Rathaus Sterkrade                                                | Rathaus Sterkrade                                                           | Steinbrinkstraße 186, 188 Karte | | 1888                                          | 13. März 1985      | 7               |
| weitere Bilder                                                   | Siedlung Grafenbusch                                                        | Am Grafenbusch 1–17, 2–52 Karte | in mehreren Bauabschnitten nach Entwürfen von Bruno Möhring | 1910–1923                                     | 13. März 1985      | 8               |
| Backhaus                                                         | Backhaus                                                                    | Pfälzer Straße Karte | | um 1850                                       | 13. März 1985      | 9               |
| weitere Bilder                                                   | Burg Vondern                                                                | Arminstraße 65 Karte | | um 1520                                       | 13. März 1985      | 10              |
| ehemaliges Bahnbetriebsgebäude des Bahnhofs Osterfeld-Nord       | ehemaliges Bahnbetriebsgebäude des Bahnhofs Osterfeld-Nord                  | Rothebuschstraße 2 Karte | heute als Waldorfkindergarten genutzt | –                                             | 13. März 1985      | 11              |
| ehemaliges Wohnstallgebäude                                      | ehemaliges Wohnstallgebäude                                                 | Lirich Hamborner Allee 39 Karte | | –                                             | 13. März 1985      | 12              |
| Amtsgericht Oberhausen                                           | Amtsgericht Oberhausen                                                      | Friedensplatz 1 Karte | | 1904–1907                                     | 10. Februar 1984   | 14              |
| ehemaliges Polizeiamt Sterkrade                                  | ehemaliges Polizeiamt Sterkrade                                             | Wilhelmplatz 2 Karte | Dienstgebäude mit Polizeigefängnis und Wohnungen; erbaut durch die staatliche Bauverwaltung, Projektleitung durch Regierungsbaumeister Frenzel | 1925–1927                                     | 16. April 1985     | 15              |
| Katholische Kirche St. Michael und Pfarrhaus                     | Katholische Kirche St. Michael und Pfarrhaus                                | Falkensteinstraße 234 Pothmannsweg Karte | | 1928–1929                                     | 14. März 1986      | 16              |
| weitere Bilder                                                   | Evangelische Martin-Luther-Kirche                                           | Lipperheidstraße 55 Karte | | 1898–1899                                     | 14. März 1986      | 17              |
| Zeppelinhaus                                                     | Zeppelinhaus                                                                | Veilchenweg 6, 8 Karte | | –                                             | 14. März 1986      | 20              |
| Wohn- und Gasthaus, ehemaliger „Bürgerkrug“                      | Wohn- und Gasthaus, ehemaliger „Bürgerkrug“                                 | Stöckmannstraße 115 Hermann-Albertz-Straße 65 Karte | | –                                             | 14. März 1986      | 21              |
| Wohnhaus                                                         | Wohnhaus                                                                    | Lohstraße 116 Karte | | –                                             | 14. März 1986      | 22              |
| weitere Bilder                                                   | Katholische Pfarrkirche St. Marien                                          | Elsa-Brändström-Straße 85 Karte | Architekt: Friedrich von Schmidt | 1894                                          | 14. März 1986      | 23              |
| Ruhrlandhaus                                                     | Ruhrlandhaus                                                                | Willy-Brandt-Platz 2 Karte | | 1931–1932                                     | 14. März 1986      | 24              |
| Evangelische Christuskirche                                      | Evangelische Christuskirche                                                 | Nohlstraße 7 Karte | Architekt: Maximilian Nohl | 1863–1864                                     | 14. März 1986      | 25              |
| Evangelisches Gemeindehaus                                       | Evangelisches Gemeindehaus                                                  | Nohlstraße 2 Danzinger Straße 9 Karte | | 1875, 1911                                    | 14. März 1986      | 26              |
| Schulgebäude der Adolf-Feld-Schule                               | Schulgebäude der Adolf-Feld-Schule                                          | Nohlstraße Karte | bildet zusammen mit der Denkmalnummer 71 die Schulgebäude der Adolf-Feld-Schule | –                                             | 14. März 1986      | 27              |
| Altes Elektrizitätswerk                                          | Altes Elektrizitätswerk                                                     | Danziger Straße 31 Karte | | 1901 (Inschrift an der Fassade)               | 14. März 1986      | 28              |
| Wohn- und Geschäftshaus                                          | Wohn- und Geschäftshaus                                                     | Grillostraße 14 Schwartzstraße 62 Karte | ehem. Stadtsparkasse, Architekt: Friedrich Pützer | 1911–1912                                     | 14. März 1986      | 29              |
| Katholische Pfarrkirche Herz Jesu                                | Katholische Pfarrkirche Herz Jesu                                           | Marktstraße 34 Karte | Architekt: Hermann Wielers | 1909–1911                                     | 14. März 1986      | 30              |
| Katholische Pfarrkirche St. Joseph                               | Katholische Pfarrkirche St. Joseph                                          | Lothringer Straße 154 Martin-Heix-Platz Karte | Architekt: Friedrich von Schmidt | 1871–1874                                     | 14. März 1986      | 31              |
| Kriegerdenkmal und ehemalige Siegessäule                         | Kriegerdenkmal und ehemalige Siegessäule                                    | Altmarkt Karte | | 1876                                          | 14. März 1986      | 32              |
| Evangelische Pauluskirche                                        | Evangelische Pauluskirche                                                   | Duisburger Straße 331 Karte | Architekt: Heinrich W. Behrens | 1905–1906                                     | 14. März 1986      | 33              |
| Katholische Kirche St. Josef                                     | Katholische Kirche St. Josef                                                | Buschhausen Lindnerstraße 197 Karte | Architekt: Caspar Clemens Pickel | 1903–1905                                     | 14. März 1986      | 34              |
| Brahmsche Mühle                                                  | Brahmsche Mühle                                                             | Holten Siegesstraße 149 Karte | | 1838                                          | 14. März 1986      | 35              |
| weitere Bilder                                                   | Siedlung Dunkelschlag                                                       | Sterkrade Dammstraße 1–21, 2–22, 30–34 Erzstraße 1–9, 2–10 Grubenstraße 2–12 Schachtstraße 1–7 Weierstraße 167–171 Weseler Straße 207–211 Zechenstraße 1–13, 2–16 Karte                                                             | | –                                             | 14. März 1986      | 36              |
| Wegkreuz „Hagelkreuz“                                            | Wegkreuz „Hagelkreuz“                                                       | Buschhausen Hagelkreuzstraße Westmarkstraße Karte | | –                                             | 14. März 1986      | 37              |
| Katholische Kirche St. Josef                                     | Katholische Kirche St. Josef                                                | Osterfeld Vestische Straße 112 Karte | Architekt: Franz Lohmann | 1909–1910                                     | 14. März 1986      | 38              |
| weitere Bilder                                                   | Katholische Pfarrkirche St. Pankratius                                      | Osterfeld Bottroper Straße 173 Karte | Architekt: Hilger Hertel der Jüngere | 1893–1895                                     | 14. März 1986      | 39              |
| weitere Bilder                                                   | Bauten der ehemaligen Gutehoffnungshütte                                    | Essener Straße 31, 66, 80 Karte | Hauptverwaltung III der GHH mit Torbau, Hauptlagerhaus der GHH mit dem eingeschossigen Lagerhaus für Öle und Fette; Architekt: Peter Behrens; dem Auftrag war ein beschränkter Architekturwettbewerb zwischen Behrens, Carl Weigle und Söhne, Bruno Möhring und Grunitz vorausgegangen (⊙) „Tor 16“ (Essener Straße 31; ehem. Fuhrpark der GHH), erbaut 1930 durch Fritz Sonnen (⊙) | 1921–1925                                     | 14. März 1986      | 40              |
| weitere Bilder                                                   | Kastell Holten                                                              | Kastellstraße 56 Karte | | –                                             | 14. März 1986      | 41              |
| weitere Bilder                                                   | Schloss Oberhausen                                                          | Konrad-Adenauer-Allee 46, 48 Karte | | 1960 Wiederaufbau des Haupthauses             | 14. März 1986      | 42              |
| weitere Bilder                                                   | Rathaus Oberhausen                                                          | Schwartzstraße 72 Karte | Architekten: Beigeordneter Eduard Jüngerich und Stadtbaumeister Ludwig Freitag | 1927–1930                                     | 14. März 1986      | 43              |
| Verwaltungsgebäude                                               | Verwaltungsgebäude                                                          | Essener Straße 55 Karte | ehemalige Hauptverwaltung der Gutehoffnungshütte | –                                             | 14. März 1986      | 44              |
| Anlage des Johanniter-Krankenhauses                              | Anlage des Johanniter-Krankenhauses                                         | Sterkrade Steinbrinkstraße 96a Karte | Architekten: Heino Schmieden und Rudolph Speer | 1895 fertiggestellt                           | 28. Mai 1986       | 45              |
| Eckblockbebauung                                                 | Eckblockbebauung                                                            | Rheinische Straße 22, 24 Vestische Straße 28 Karte | | –                                             | 28. Mai 1986       | 46              |
| Kiepens Hof                                                      | Kiepens Hof                                                                 | Flügelstraße 132 Karte | | um 1800                                       | 3. Juli 1986       | 47              |
| weitere Bilder                                                   | Stahlkonstruktion von Tor 8 der ehemaligen Gutehoffnungshütte               | Essener Straße Karte | | um 1850                                       | 3. Juli 1986       | 48              |
| weitere Bilder                                                   | ehemaliges Ebertbad                                                         | Ebertplatz 4 Karte | Das Ebertbad war die erste Volksbadeanstalt Oberhausens, seit Ende der 1989 wird es als Veranstaltungshaus genutzt. Architekt: Stadtbaumeister Albert Regelmann | 1894–1895                                     | 11. November 1986  | 49              |
| weitere Bilder                                                   | ehemaliges Werksgasthaus der Gutehoffnungshütte                             | Essener Straße 3 Karte | Architekt: Carl Weigle und Söhne | 1913–1914                                     | 25. März 1987      | 50              |
| ehemaliges Kaufhaus „Magis“                                      | ehemaliges Kaufhaus „Magis“                                                 | Marktstraße 43 Paul-Reusch-Straße Karte | ursprünglich Textilkaufhaus Rüttgers, später Magis; 1. Bauabschnitt 1912, 2. Bauabschnitt 1928; Architekt: Otto Engler | 1912, 1928                                    | 25. März 1987      | 51              |
| weitere Bilder                                                   | ehemaliges Verwaltungsgebäude der St.-Antony-Hütte                          | Antoniestraße 32, 34 Karte | eingeschossiges Fachwerkhaus mit Anbauten, ehem. Haus des Hüttenleiters der ältesten Eisenhütte des Ruhrgebietes; heute LVR-Museum | 1758                                          | 25. März 1987      | 52              |
| Baumeistermühle und Wohngebäude                                  | Baumeistermühle und Wohngebäude                                             | Homberger Straße 11 Karte | | –                                             | 25. März 1987      | 53              |
| Katholische Pfarrkirche St. Johann Baptist                       | Katholische Pfarrkirche St. Johann Baptist                                  | Bahnstraße 234 Karte | Architekt: Heinrich Wiethase | 1873–1875                                     | 25. März 1987      | 54              |
| Jüdischer Friedhof                                               | Jüdischer Friedhof                                                          | Holten Siegesstraße Vennstraße Karte | | –                                             | 25. März 1987      | 55              |
| Glockenturm des „Stadtmittehauses“                               | Glockenturm des „Stadtmittehauses“                                          | Steinbrinkstraße 215 Karte | Architekten: Arthur Pfeifer und Hans Großmann | 1931                                          | 25. März 1987      | 56              |
| Wohn- und Gasthaus                                               | Wohn- und Gasthaus                                                          | Leuthenstraße 96, 98 Von-Trotha-Straße 71, 73 Karte | ehemalige Gaststätte „Schützenhof“ | –                                             | 25. März 1987      | 57              |
| Gemeindehaus St. Pankratius                                      | Gemeindehaus St. Pankratius                                                 | Nürnberger Straße 6 Karte | ehemaliges Isolierhaus des Marienhospitals, 1983 restauriert | 1875                                          | 25. März 1987      | 58              |
| weitere Bilder                                                   | Hauptbahnhof Oberhausen, Empfangsgebäude mit ehemaligem Wasserturm          | Willy-Brandt-Platz 1 Karte | | 1929–1934                                     | 6. Juli 1987       | 59              |
| Polizeipräsidium                                                 | Polizeipräsidium                                                            | Friedensplatz 2, 3, 4, 5 Karte | | 1926–1927                                     | 23. Dezember 1987  | 60              |
| ehemaliges Hauptpostamt                                          | ehemaliges Hauptpostamt                                                     | Poststraße 1, 1a Paul-Reusch-Straße 2 Karte | | 1914                                          | 8. März 1988       | 61              |
| Fachwerkhaus                                                     | Fachwerkhaus                                                                | Speldorfer Straße 63 Karte | | Mitte des 18. Jh.                             | 1. August 1988     | 62              |
| Schulgebäude des Elsa-Brändström-Gymnasiums                      | Schulgebäude des Elsa-Brändström-Gymnasiums                                 | Christian-Steger-Straße 11 Karte | ehemaliges Realgymnasium, später staatliches Gymnasium; Architekt: Friedrich Pützer vergleiche auch Denkmalnummer 67 | 1914–1916                                     | 19. Juli 1991      | 63              |
| Amtshaus Osterfeld, später Rathaus Osterfeld                     | Amtshaus Osterfeld, später Rathaus Osterfeld                                | Bottroper Straße 183 Karte | | 1894                                          | 19. Juli 1991      | 64              |
| ehemaliges Forsthaus                                             | ehemaliges Forsthaus                                                        | Zum Ravenhorst 91 Karte | | –                                             | 19. Juli 1991      | 65              |
| Wohn- und Bürogebäude                                            | Wohn- und Bürogebäude                                                       | Paul-Reusch-Straße 56 Karte | | –                                             | 19. Juli 1991      | 66              |
| Schulgebäude des Elsa-Brändström-Gymnasiums                      | Schulgebäude des Elsa-Brändström-Gymnasiums                                 | Christian-Steger-Straße 8, 10 Karte | bis 1928 Polizeidirektion Oberhausen-Mülheim, später Hans-Sachs-Berufsschule; Architekt: Ludwig Freitag | 1923                                          | 19. Juli 1991      | 67              |
| Fachwerkhaus                                                     | Fachwerkhaus                                                                | Kewerstraße 88 Karte | ehemaliger Lindermannshof | –                                             | 19. Juli 1991      | 68              |
| Verwaltungsgebäude                                               | Verwaltungsgebäude                                                          | Elsa-Brändström-Straße 19 Freiherr-vom-Stein-Straße 50 Karte | ehemalige Höhere Mädchenschule (Lyzeum), 1958–1972 durch das Elsa-Brändström-Gymnasium genutzt; zukünftige Nutzung als Wohnhaus geplant | 1892–1892, 1908                               | 19. Juli 1991      | 69              |
| Schulgebäude der ehemaligen Falkensteinschule                    | Schulgebäude der ehemaligen Falkensteinschule                               | Liebknechtstraße 72 Martin-Luther-Straße Karte | heute Teil des Berta-von-Suttner-Gymnasiums | –                                             | 19. Juli 1991      | 70              |
| Schulgebäude der Adolf-Feld-Schule                               | Schulgebäude der Adolf-Feld-Schule                                          | Danziger Straße 7 Karte | bildet zusammen mit der Denkmalnummer 27 die denkmalgeschützten Schulgebäude der Adolf-Feld-Schule | 1901–1907                                     | 19. Juli 1991      | 71              |
| Wohn- und Geschäftshäuser                                        | Wohn- und Geschäftshäuser                                                   | Friedensplatz 13, 14, 15, 16 Poststraße 7 Karte | | –                                             | 19. Juli 1991      | 72              |
| Wohnhaus                                                         | Wohnhaus                                                                    | Ebertplatz 8 Sedanstraße 54 Karte | | –                                             | 19. Juli 1991      | 73              |
| Wohnhaus                                                         | Wohnhaus                                                                    | Ebertplatz 2 Karte | | –                                             | 19. Juli 1991      | 74              |
| ehemalige Synagoge                                               | ehemalige Synagoge                                                          | Mechthildisstraße 7a Karte | | –                                             | 19. Juli 1991      | 75              |
| Pfarrhaus                                                        | Pfarrhaus                                                                   | Martin-Luther-Straße 40 Karte | | –                                             | 19. Juli 1991      | 76              |
| Baptistische Zionskirche                                         | Baptistische Zionskirche                                                    | Walter-Flex-Straße 13 Karte | | 1907                                          | 19. Juli 1991      | 77              |
| Evangelische Lutherkirche                                        | Evangelische Lutherkirche                                                   | Buschhausen Thüringer Straße 21 Karte | Architekt: Adolf Cornehls | 1913                                          | 19. Juli 1991      | 78              |
| Gedenkstein zum Kaiserjubiläum im Kaisergarten                   | Gedenkstein zum Kaiserjubiläum im Kaisergarten                              | Konrad-Adenauer-Allee Karte | Dunkler Granitblock, in Form eines Findlings bearbeitet; Inschrift „Kaiserjubiläum 15. Juni 1913“ (25-jähriges Thronjubiläum Kaiser Wilhelms II.), ca. 2,5 Meter hoch | 1913                                          | 19. Juli 1991      | 79              |
| weitere Bilder                                                   | Denkmal am Teich im Kaisergarten                                            | Konrad-Adenauer-Allee Karte | Naturstein auf Sockel aus Kunststein; In die Oberfläche des Natursteins ist das Fugennetz eines Zyklopenmauerwerks eingearbeitet. Auf der Nordseite befindet sich eine stark beschädigte Inschrift. | –                                             | 19. Juli 1991      | 80              |
| weitere Bilder                                                   | Großer Findling im Kaisergarten                                             | Konrad-Adenauer-Allee Karte | ca. 3 Meter hoher Findling; Auf der Westseite befand sich eine runde Platte mit einer Inschrift. Einige kleinere Findlinge stehen in direkter Nähe. | –                                             | 19. Juli 1991      | 81              |
| Hirsch-Plastik                                                   | Hirsch-Plastik                                                              | Sterkrade Finkenweg Karte | Hirsch aus Gusseisen im Volkspark Sterkrade | 1904                                          | 19. Juli 1991      | 82              |
| Katholische Pfarrkirche St. Antonius                             | Katholische Pfarrkirche St. Antonius                                        | Klosterhardter Straße Memelstraße Karte | Architekt: Wilhelm Sunder-Plassmann | 1913–1915                                     | 19. Juli 1991      | 83              |
| weitere Bilder                                                   | Siedlung Eisenheim                                                          | Berliner Straße 4–20 Eisenheimer Straße 1–11, 2–8 Fuldastraße 5, 7, 11, 13 Werrastraße 1–7, 2–10 Wesselkampstraße 19–35, 39–43 Karte                                                                                                | | 1846–1911 in mehreren Bauabschnitten          | 19. Juli 1991      | 84              |
| Wohnhaus                                                         | Wohnhaus                                                                    | Hofstraße 22 Karte | | –                                             | 19. Juli 1991      | 85              |
| Evangelische Auferstehungskirche mit Pfarrhaus                   | Evangelische Auferstehungskirche mit Pfarrhaus                              | Vestische Straße 86, 88 Karte | Architekt: Peter Zindel | 1898–1900                                     | 19. Juli 1991      | 86              |
| Schulgebäude der Schladschule                                    | Schulgebäude der Schladschule                                               | Schladstraße 26 Karte | | –                                             | 19. Juli 1991      | 87              |
| Katholische Kirche St. Bernardus                                 | Katholische Kirche St. Bernardus                                            | Dorstener Straße 188 Karte | Architekt: Bernhard Hertel | 1926–1927                                     | 19. Juli 1991      | 88              |
| Kapelle des Marienhospitals                                      | Kapelle des Marienhospitals                                                 | Nürnberger Straße 10 Karte | | 1896                                          | 19. Juli 1991      | 89              |
| Schulgebäude des Freiherr-vom-Stein-Gymnasiums                   | Schulgebäude des Freiherr-vom-Stein-Gymnasiums                              | Wilhelmstraße 77 Karte | | –                                             | 19. Juli 1991      | 90              |
| Villa Reinhard                                                   | Villa Reinhard                                                              | Schwartzstraße 71 Karte | „Kulturvilla“, ehemaliger Sitz der Volkshochschule; erbaut für den Unternehmer Hugo Reinhard (Enkel von Wilhelm Grillo); Architekt: Eduard Lyonel Wehner (Düsseldorf) | 1921–1923                                     | 19. Juli 1991      | 91              |
| Wohnstallgebäude                                                 | Wohnstallgebäude                                                            | Dienststraße 120 Karte | ehemalige Kotte | –                                             | 19. Juli 1991      | 92              |
| Schulgebäude der Steinbrinkschule                                | Schulgebäude der Steinbrinkschule                                           | Steinbrinkstraße 166 Karte | | 1901 (Inschrift am Giebel)                    | 19. Juli 1991      | 93              |
| Evangelische Christuskirche                                      | Evangelische Christuskirche                                                 | Sterkrade Weseler Straße 105 Karte | Architekt: Johannes Menz | 1913–1914                                     | 19. Juli 1991      | 94              |
| Wohn- und Geschäftshaus                                          | Wohn- und Geschäftshaus                                                     | Altmarkt 3 Karte | | –                                             | 19. Juli 1991      | 95              |
| Klosterkirche Liebfrauen (ehemaliges Kapuzinerkloster)           | Klosterkirche Liebfrauen (ehemaliges Kapuzinerkloster)                      | Rossbachstraße 41, Sterkrade Karte | Architekt: Caspar Clemens Pickel | 1900–1903                                     | 19. Juli 1991      | 96              |
| weitere Bilder                                                   | Evangelische Friedenskirche                                                 | Sterkrade Steinbrinkstraße 162 Karte | | 1852                                          | 19. Juli 1991      | 97              |
| Standbild für Franz Haniel                                       | Standbild für Franz Haniel                                                  | nahe Antoniestraße 32, 34 Karte | gegenüber dem St. Antony-Museum, stand zuvor nahe der Zeche Oberhausen an der Knappenstraße | –                                             | 19. Juli 1991      | 98              |
| Wilhelm-Lueg-Büste                                               | Wilhelm-Lueg-Büste                                                          | nahe Antoniestraße 32, 34 Karte | Bildhauer: Erich Kolbe; im Museumsgarten, stand zuvor vor dem Werksgasthaus | 1940                                          | 19. Juli 1991      | 99              |
| Standbild für Gottlob Jacobi                                     | Standbild für Gottlob Jacobi                                                | nahe Antoniestraße 32, 34 Karte | steht heute im Antonie-Park am Hammerteich, zuvor hinter dem Werkstor der GHH, Werk 1, Bahnhofstraße | –                                             | 19. Juli 1991      | 100             |
| Granitobelisk                                                    | Granitobelisk                                                               | Landwehr 318 Karte | Landwehrfriedhof, Feld 6 | –                                             | 19. Juli 1991      | 101             |
| Grabmal                                                          | Grabmal                                                                     | Landwehr 318 | Landwehrfriedhof, Feld 17, Nr. 397/398, 461/462 aus Muschelkalk | –                                             | 19. Juli 1991      | 102             |
| Granitobelisk                                                    | Granitobelisk                                                               | Landwehr 318 | Landwehrfriedhof, Feld 15, Nr. 133/134 | –                                             | 19. Juli 1991      | 103             |
| Grabmal Schneider                                                | Grabmal Schneider                                                           | Emscherstraße 72 Karte | Westfriedhof, Feld 16, Nr. 40–44 aus Sandstein | –                                             | 19. Juli 1991      | 104             |
| Grabmal Droste                                                   | Grabmal Droste                                                              | Emscherstraße 72 Karte | Westfriedhof, Feld 3, Nr. 33/34 aus Sandstein | –                                             | 19. Juli 1991      | 105             |
| Grabmal Timmermann                                               | Grabmal Timmermann                                                          | Emscherstraße 72 Karte | Westfriedhof, Feld 3, Nr. 47–50 aus Sandstein | –                                             | 19. Juli 1991      | 106             |
| Grabmal Stadt                                                    | Grabmal Stadt                                                               | Emscherstraße 72 Karte | Westfriedhof, Feld 9, Nr. 23 Kissenstein | –                                             | 19. Juli 1991      | 107             |
| weitere Bilder                                                   | Grabmal Stadt                                                               | Emscherstraße 72 Karte | Westfriedhof, Feld 7, Nr. 623 Kissenstein | –                                             | 19. Juli 1991      | 108             |
| Grabmal Wilms                                                    | Grabmal Wilms                                                               | Emscherstraße 72 Karte | Westfriedhof, Feld 9, Nr. 1–5 aus Sandstein | –                                             | 19. Juli 1991      | 109             |
| Grabmal Wilms                                                    | Grabmal Wilms                                                               | Emscherstraße 72 Karte | Westfriedhof, Feld 9, Nr. 7/9 aus Sandstein | –                                             | 19. Juli 1991      | 110             |
| weitere Bilder                                                   | Kriegerehrenmal „Germania“                                                  | Emscherstraße 72 Karte | Westfriedhof, Feld 7/9; ursprünglich auf dem Kommunalfriedhof an der Duisburger Straße, nach dessen Schließung 1915 hierher versetzt; 1988 restauriert | 1876                                          | 19. Juli 1991      | 111             |
| Hochkreuz                                                        | Hochkreuz                                                                   | Emscherstraße 72 Karte | Westfriedhof, Feld 5/6 aus Sandstein | –                                             | 19. Juli 1991      | 112             |
| Kriegerehrenmal „Liegende Figur“                                 | Kriegerehrenmal „Liegende Figur“                                            | Rathenauplatz Dienststraße Königstraße Karte | | 1928                                          | 19. Juli 1991      | 113             |
| Wohnhaus                                                         | Wohnhaus                                                                    | Sedanstraße 57 Karte | | –                                             | 29. September 1992 | 115             |
| Wohnhaus                                                         | Wohnhaus                                                                    | Kastellstraße 15 Karte | | –                                             | 5. Mai 1994        | 116             |
| weitere Bilder                                                   | Förderschacht IV und Waschkaue der ehemaligen Zeche Osterfeld               | Zum Dörnbusch Karte | | 1923                                          | 21. März 1994      | 117             |
| Wohnhaus                                                         | Wohnhaus                                                                    | Sedanstraße 63 Karte | | –                                             | 24. Juni 1994      | 118             |
| Wohnhaus                                                         | Wohnhaus                                                                    | Annabergstraße 47 Karte | | –                                             | 21. Februar 1996   | 120             |
| weitere Bilder                                                   | Gasometer Oberhausen                                                        | Arenastraße 11 Karte | | 1927–1929                                     | 20. Mai 1996       | 121             |
| weitere Bilder                                                   | ehemalige Zeche Osterfeld                                                   | Vestische Straße 41, 43, 45 Zum Steigerhaus 1 Karte | Torhäuser, Verwaltungsgebäude, Steigerhaus, Fördergerüst des „Paul-Reusch-Schachts“ und Kokskohlen-Mischanlage („Dom“) | –                                             | 11. März 1998      | 122             |
| Wohnhaus                                                         | Wohnhaus                                                                    | Ackerfeldstraße 1 Karte | | –                                             | 7. Mai 1998        | 123             |
| Wohnhaus                                                         | Wohnhaus                                                                    | Ackerfeldstraße 3 Karte | | –                                             | 7. Mai 1998        | 124             |
| Wohnhaus                                                         | Wohnhaus                                                                    | Ackerfeldstraße 5 Karte | | –                                             | 7. Mai 1998        | 125             |
| Wohnhaus                                                         | Wohnhaus                                                                    | Homberger Straße 7 Karte | | –                                             | 7. Mai 1998        | 126             |
| Doppelvilla                                                      | Doppelvilla                                                                 | Inselstraße 25 Karte | | –                                             | 7. Mai 1998        | 127             |
| Doppelvilla                                                      | Doppelvilla                                                                 | Inselstraße 27 Karte | | –                                             | 7. Mai 1998        | 128             |
| Wohnhaus                                                         | Wohnhaus                                                                    | Robert-Koch-Straße 35 Karte | | 1906                                          | 7. Mai 1998        | 129             |
| Wohnhaus                                                         | Wohnhaus                                                                    | Robert-Koch-Straße 47 Karte | | 1907                                          | 7. Mai 1998        | 130             |
| Wohnhaus                                                         | Wohnhaus                                                                    | Annabergstraße 30 Karte | | –                                             | 7. Oktober 1998    | 131             |
| Wohnhaus                                                         | Wohnhaus                                                                    | Annabergstraße 32 Karte | | –                                             | 7. Oktober 1998    | 132             |
| Wohnhaus                                                         | Wohnhaus                                                                    | Annabergstraße 34 Karte | | –                                             | 7. Oktober 1998    | 133             |
| Wohnhaus                                                         | Wohnhaus                                                                    | Annabergstraße 36 Karte | | –                                             | 7. Oktober 1998    | 134             |
| Wohnhaus                                                         | Wohnhaus                                                                    | Annabergstraße 36a Karte | | –                                             | 7. Oktober 1998    | 135             |
| Wohnhaus                                                         | Wohnhaus                                                                    | Annabergstraße 38 Karte | | –                                             | 7. Oktober 1998    | 136             |
| Wohnhaus                                                         | Wohnhaus                                                                    | Annabergstraße 39 Karte | | 1895 (Inschrift an der Dachgaube)             | 7. Oktober 1998    | 137             |
| Schulgebäude der ehemaligen Hauptschule Alstaden                 | Schulgebäude der ehemaligen Hauptschule Alstaden                            | Alstaden Bebelstraße 182 Karte | Die Hauptschule Alstaden wurde 2018 geschlossen. Im Sommer 2019 zog eine Grundschule, die Ruhrschule, in die Gebäude. | –                                             | 7. Oktober 1998    | 138             |
| Fachwerkhaus                                                     | Fachwerkhaus                                                                | Hedwigstraße 20c Karte | ehemaliger Bauernhof | –                                             | 7. Oktober 1998    | 139             |
| Schulgebäude der Havensteinschule                                | Schulgebäude der Havensteinschule                                           | Küppers Hof 15 Karte | | 1931                                          | 7. Oktober 1998    | 140             |
| weitere Bilder                                                   | „Brandenburger Hof“ (Gast- und Wohnhaus)                                    | Sterkrade Robert-Koch-Straße 2 Karte | An dieser Stelle stand vorher schon ein Gasthaus mit dem Namen „Brandenburger Hof“. Im 19. Jahrhundert nahm der Wirt teilweise die Funktion eines Standesbeamten und andere Ämter wahr. | 1909                                          | 7. Oktober 1998    | 141             |
| Wohnhaus                                                         | Wohnhaus                                                                    | Straßburger Straße 157 Karte | | –                                             | 7. Oktober 1998    | 142             |
| weitere Bilder                                                   | Siedlung Stemmersberg                                                       | Aktienstraße 1–7, 2–8 Gutestraße 9–15, 19, 10–16 Hoffnungsstraße 1–15, 2–16 Hügelstraße 55–61, 69–79 Hüttestraße 2–16 Industriestraße 1–5, 2–6 Vereinsstraße 1–7, 2–8 Westerwaldstraße 10–46 Ziegelstraße 60–66, 70–74, 61–75 Karte | | 1900–1906                                     | 7. Oktober 1998    | 143             |
| weitere Bilder                                                   | Siedlung Ripshorster Straße (Siedlung Riwetho)                              | Ripshorster Straße 365–379 Thomasstraße 1, 2, 3, 4 Werkstraße 5–31, 6–20, 26 Karte | | –                                             | 31. August 1999    | 144             |
| BW                                                               | Stellwerksgebäude „Bro“                                                     | bei Schloßstraße 49 Karte | Eisenbahn-Stellwerk im Ostteil des Rangierbahnhofs Oberhausen-Osterfeld | –                                             | 18. Mai 2000       | 145             |
| weitere Bilder                                                   | Wohnhaus                                                                    | Sedanstraße 59 Karte | | –                                             | 25. September 2001 | 146             |
| BW                                                               | Hofgebäude                                                                  | Sedanstraße 59 Karte | | –                                             | 25. September 2001 | 147             |
| Wohnhaus                                                         | Wohnhaus                                                                    | Freiherr-vom-Stein-Straße 63 Karte | | –                                             | 25. September 2001 | 148             |
| Torhaus der ehemaligen Ludwigshütte                              | Torhaus der ehemaligen Ludwigshütte                                         | Zur Ludwigshütte 8 Karte | | –                                             | 7. Mai 2002        | 149             |
| Werkstor der ehemaligen Ludwigshütte                             | Werkstor der ehemaligen Ludwigshütte                                        | Zur Ludwigshütte 8, 9 Karte | | –                                             | 7. Mai 2002        | 150             |
| Torhaus der ehemaligen Ludwigshütte                              | Torhaus der ehemaligen Ludwigshütte                                         | Zur Ludwigshütte 9 Karte | | –                                             | 7. Mai 2002        | 151             |
| Wohnhaus                                                         | Wohnhaus                                                                    | Krumme Straße 4 Karte | | –                                             | 20. November 2002  | 152             |
| ehemaliges Postamt Osterfeld                                     | ehemaliges Postamt Osterfeld                                                | Osterfeld Vikariestraße 12 Völklinger Straße Karte | | –                                             | 20. November 2002  | 153             |
| Wohnhaus                                                         | Wohnhaus                                                                    | Krumme Straße 29 Karte | | –                                             | 5. Dezember 2003   | 154             |
| weitere Bilder                                                   | Fördergerüst und Schachthalle des Schachts I der ehemaligen Zeche Sterkrade | Von-Trotha-Straße Karte | | –                                             | 7. Januar 2005     | 155             |
| Betriebsgebäude des Rangierbahnhofs Oberhausen West              | Betriebsgebäude des Rangierbahnhofs Oberhausen West                         | Ruhrorter Straße 40 Karte | | –                                             | 18. Mai 2006       | 156             |
| weitere Bilder                                                   | Europahaus                                                                  | Innenstadt Alt-Oberhausen Langemarkstraße 10–16 Elsässer Straße 17–25 Karte | sechs- bzw. neungeschossiges Wohn- und Geschäftshaus, Architekt: Hans Schwippert | 1955–1957                                     | 5. Juni 2008       | 157             |
| weitere Bilder                                                   | östliches Torhaus der ehemaligen Zeche Oberhausen                           | Essener Straße 259 Karte | heute Herberge | 1911–1912                                     | 10. August 2010    | 158             |
| weitere Bilder                                                   | Fassaden des Bischof-Ketteler-Hauses                                        | Osterfeld Kettelerstraße 10, 12, 14 Karte | Süd- und Ostfassaden des heutigen Altenheims, das als Arbeitervereinshaus mit Ledigenheim erbaut wurde | 1913–1915                                     | 17. März 2014      | 160             |
| weitere Bilder                                                   | Kaisergarten                                                                | Am Kaisergarten Konrad-Adenauer-Allee Karte | ehemaliger Volkspark, Planung durch den Landschaftsarchitekten Josef Tourneur | 1898–1906                                     | 15. Dezember 2014  | 161             |
| weitere Bilder                                                   | ehemaliges Ehrenmal                                                         | Lindnerstraße 2 Karte | Gestaltungswettbewerb 1936/1937, 1. Preis an den Architekten Herman Gehrig | 1938–1939                                     | 1. September 2016  | 162             |
| Evangelische Kirche Schmachtendorf mit Pfarrhaus und Freiflächen | Evangelische Kirche Schmachtendorf mit Pfarrhaus und Freiflächen            | Kempkenstraße 41, 43 Am Tüsselbeck Arnoldstraße Karte | Kirche aus Backstein-Mauerwerk, typisches Bauwerk des Eklektizismus; Architekt der Kirche: Heinrich Heidsiek, Architekt des Pfarrhauses: Schmenk | 1905–1906                                     | 17. Mai 2016       | 163             |
| ehemalige katholische Pfarrkirche Heilige Familie                | ehemalige katholische Pfarrkirche Heilige Familie                           | Gustavstraße 54 Karte | flach gedeckte Hallenkirche mit einem niedrigeren Vorbau nach Entwurf von Rudolf Schwarz und Josef Bernard; Der Altar wurde bereits zur Bauzeit, also noch vor den Reformen des Zweiten Vatikanischen Konzils, in das Zentrum des Innenraums gestellt. Die Betonglasfenster wurden von Wilhelm Buschulte gestaltet. seit September 2007 unter dem Namen Tafelkirche als Sozialeinrichtung genutzt | 1955–1958                                     | 10. Dezember 2019  | 164             |
| Erinnerungsmal „Berliner Bär“                                    | Erinnerungsmal „Berliner Bär“                                               | Freiherr-vom-Stein-Straße / Schwartzstraße Karte | Bildhauer: Otto Waldner | 1962                                          | 17. Mai 2016       | 165             |
| Wohn- und Geschäftshaus, ehemaliges Kontorgebäude                | Wohn- und Geschäftshaus, ehemaliges Kontorgebäude                           | Gutenbergstraße 11–13 Karte | | –                                             | 14. Februar 2019   | 167             |
| Wohn- und Geschäftshaus                                          | Wohn- und Geschäftshaus                                                     | Langemarkstraße 22 Karte | | –                                             | 17. April 2019     | 169             |
| Wohnhaus                                                         | Wohnhaus                                                                    | Elsa-Brändström-Straße 70 Karte | | –                                             | 14. Februar 2019   | 170             |
| Wohnhaus                                                         | Wohnhaus                                                                    | Elsa-Brändström-Straße 68 Karte | | 1936 (Inschrift im Fenstergitter der Haustür) | 14. Februar 2019   | 171             |
| weitere Bilder                                                   | Wohn- und Geschäftshaus                                                     | Friedrich-Karl-Straße 4, 8 Stöckmannstraße 26, 28 Karte | Der von der Neuen Heimat errichtete Gebäudekomplex der Architekten Heinz Knäpper und Friedrich Riegels ist ein gut erhaltenes Beispiel für urbanen Wohnungsbau der 1950er Jahre nach skandinavischem und nordamerikanischem Vorbild. | 1956–1960 (inklusive Planung)                 | 14. Februar 2019   | 172             |
| BW                                                               | Babcock-Werk I                                                              | Duisburger Straße 375 Karte | | –                                             | 29. Januar 2021    | 173             |
| weitere Bilder                                                   | Revierpark Vonderort einschließlich Stadtwald Osterfeld                     | Osterfeld Bottroper Straße 322 Karte | Der denkmalgeschützte Bereich des Revierparks liegt südlich der Bottroper Straße zwischen Vonderorter Straße und Hochstraße. | –                                             | 17. Januar 2022    | 175             |
| Wohnhaus                                                         | Wohnhaus                                                                    | Elsa-Brändström-Straße 62 Karte | | –                                             | 21. Juli 2020      | 177             |
| BW                                                               | ehemalige Eisenbahnwerkstatt der Gutehoffnungshütte (GHH)                   | Ripshorster Straße 321 Karte | später durch die NEWAG genutzt | –                                             | 22. Februar 2022   | 178             |
| Wohnhaus                                                         | Wohnhaus                                                                    | Elsa-Brändström-Straße 66 Karte | | –                                             | 4. März 2020       | 179             |
| Wohnhaus                                                         | Wohnhaus                                                                    | Ebertstraße 109 Karte | | –                                             | 21. Juli 2020      | 182             |
| weitere Bilder                                                   | Grabanlage der Familie Gottlob Jacobi                                       | Sterkrade Steinbrinkstraße 154 Karte | im nordöstlichen Teil des Evangelischen Friedhofs Sterkrade | –                                             | 29. Januar 2021    | 185             |
| weitere Bilder                                                   | Grabanlage der Familie Lueg                                                 | Sterkrade Steinbrinkstraße 154 Karte | im nordöstlichen Teil des Evangelischen Friedhofs Sterkrade; Bekannte hier begrabene Mitglieder der Familie Lueg sind Wilhelm Lueg und Carl Lueg. | –                                             | 29. Januar 2021    | 186             |
| weitere Bilder                                                   | Grabmal für Heinrich Arnold Huyssen                                         | Sterkrade Steinbrinkstraße 154 Karte | im nordöstlichen Teil des Evangelischen Friedhofs Sterkrade | –                                             | 29. Januar 2021    | 187             |
| BW                                                               | Wohnhaus                                                                    | Bismarckstraße 37 Karte | Wohnhaus mit Garten- und Gärtnerhaus, Vogelvolière und Vorgarten nebst Backsteineinfriedungen | –                                             | 11. September 2023 | 192             |
| BW                                                               | Kiosk Steinbrinkstraße                                                      | Sterkrade Steinbrinkstraße 91 Karte | | –                                             | 20. März 2025      | 196             |
| weitere Bilder                                                   | Ehemaliges Oberhausen-Institut                                              | Wehrstraße 63, 65, 67, 69 Karte | Gebäude des früheren Niederrhein-Kollegs, heute Gesamtschule an der Knappenstraße | –                                             | 9. Januar 2025     | 197             |

### Ehemalige Baudenkmäler
| Bild                                                   | Bezeichnung                                            | Lage                        | Beschreibung                             | Bauzeit | Eingetragen seit                                                                       | Denkmal- nummer |
| ------------------------------------------------------ | ------------------------------------------------------ | --------------------------- | ---------------------------------------- | ------- | -------------------------------------------------------------------------------------- | --------------- |
| BW                                                     | Fachwerkhaus                                           | Wasserstraße 3 Karte        | abgerissen                               | –       | 13. März 1985                                                                          | 13              |
| BW                                                     | Zeppelinhaus                                           | Rosenstraße 130, 132 Karte  | abgerissen                               | –       | 14. März 1986                                                                          | 18              |
| BW                                                     | Zeppelinhaus                                           | Blumbergstraße 46, 48 Karte | abgerissen                               | –       | 14. März 1986                                                                          | 19              |
| weitere Bilder                                         | Lokomotivschuppen und Wasserturm                       | Am Kaisergarten Karte       | 2015 oder später abgerissen              | –       | eingetragen 15. Juli 1994, gestrichen zwischen 17. Oktober 2016 und 7. Oktober 2019    | 119             |
| ehemaliges Klubhaus des Tennisclubs „Erholung“ der GHH | ehemaliges Klubhaus des Tennisclubs „Erholung“ der GHH | Otto-Weddigen-Straße Karte  | Rest der Umfassungsmauer des Tennisclubs | –       | eingetragen ca. 2010–2011, gestrichen zwischen 22. September 2011 und 6. November 2013 | 159             |